# Verneuil-Petit
Verneuil-Petit é uma comuna francesa na região administrativa de Grande Leste, no departamento de Meuse. Estende-se por uma área de 3,99 km². Em 2010 a comuna tinha 124 habitantes (densidade: 31,1 hab./km²).